# Lengwil
Lengwil är en ort och kommun i distriktet Kreuzlingen i kantonen Thurgau, Schweiz. Kommunen har 1 786 invånare (2023).
I kommunen finns byarna Lengwil, Dettighofen, Oberhofen och Illighausen.